# 砂之船奥特莱斯广场

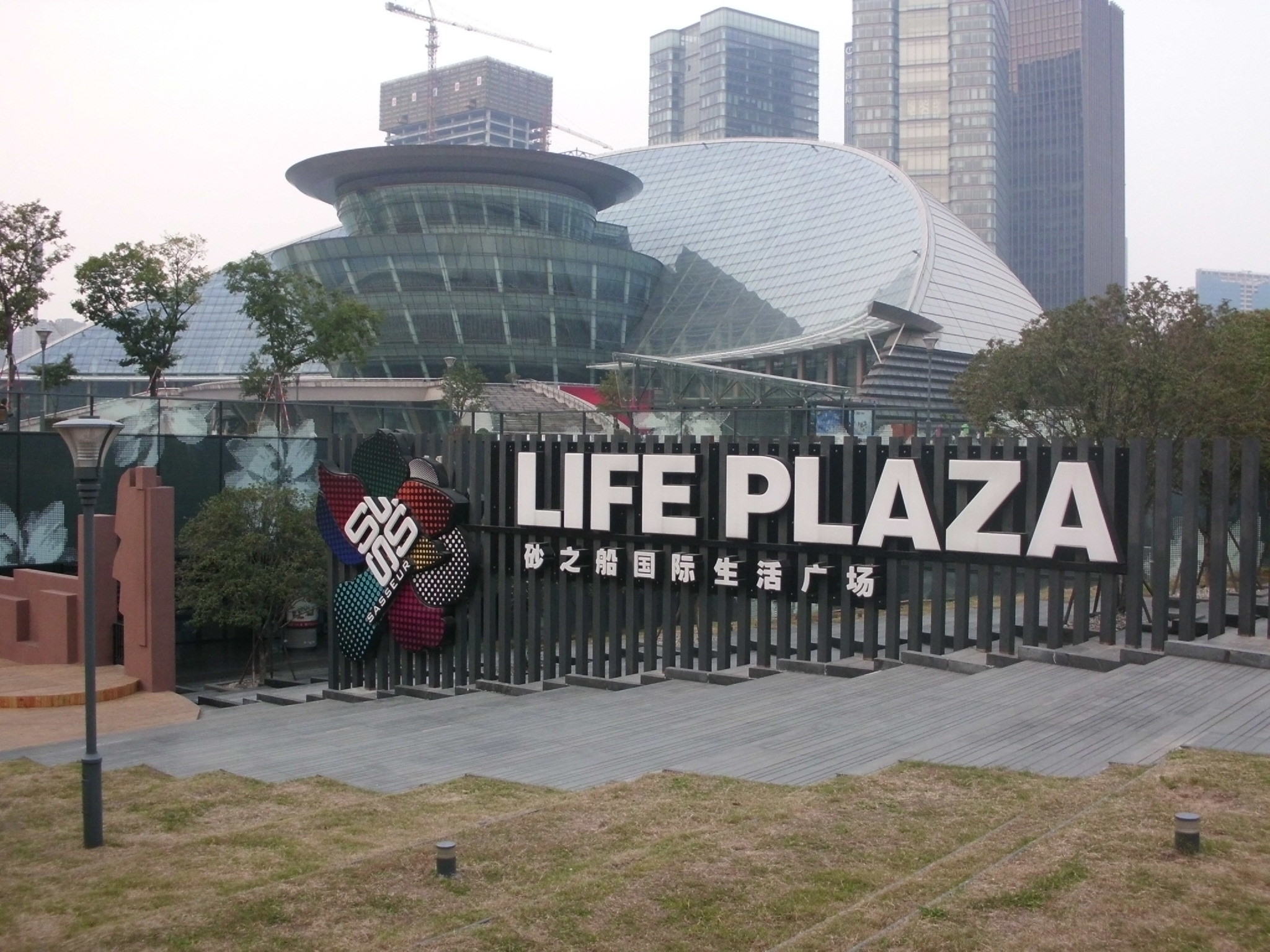
东入口

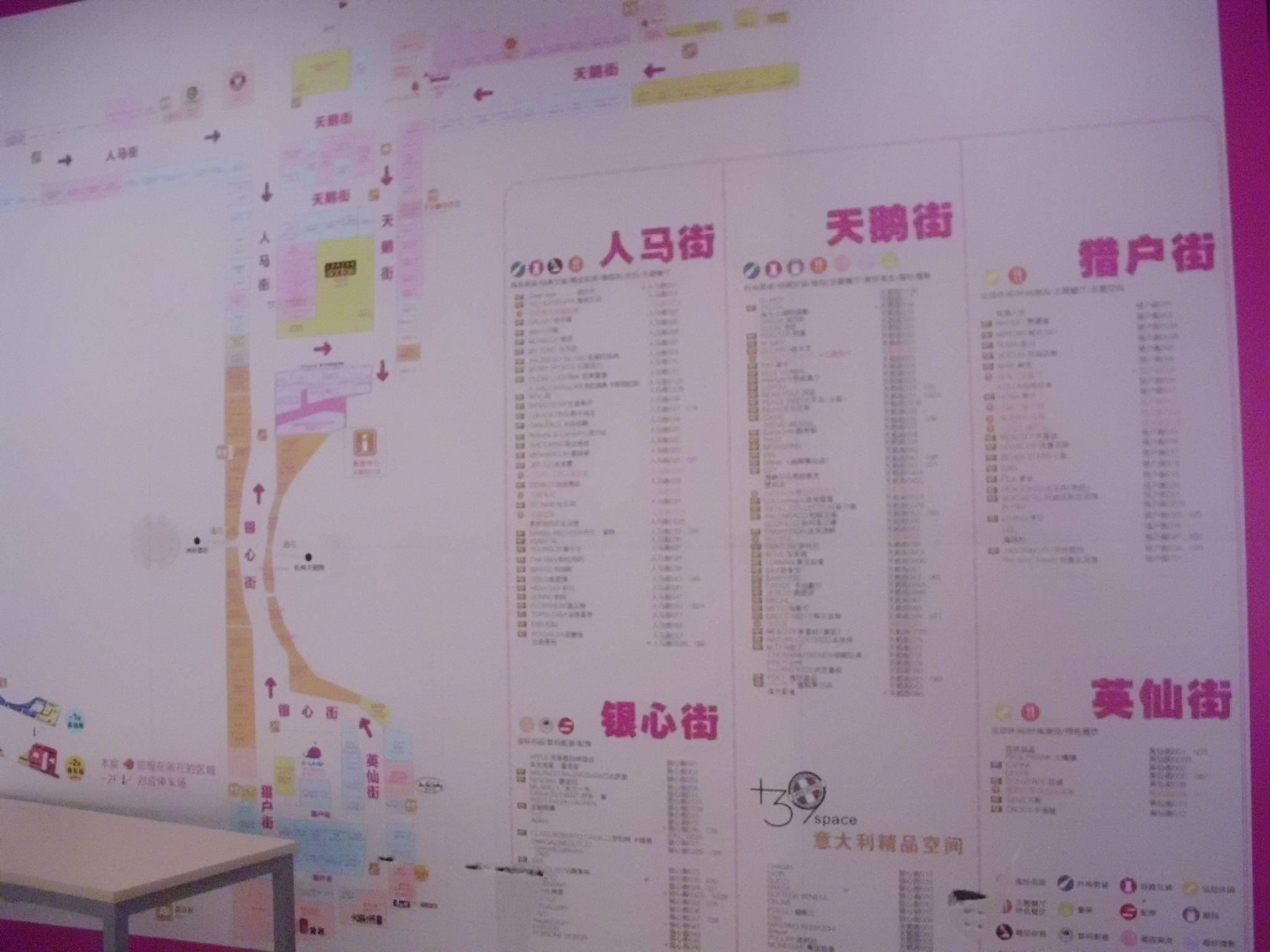
街区与商户

砂之船奥特莱斯广场（旧名砂之船国际生活广场）简称砂之船（杭州）奥莱，是位于杭州钱江新城波浪文化城的一个大型地下购物休闲中心，2011年6月24日开业。位于杭州大剧院和杭州市民中心附近，商场设计成下沉式商业街。

## 简介

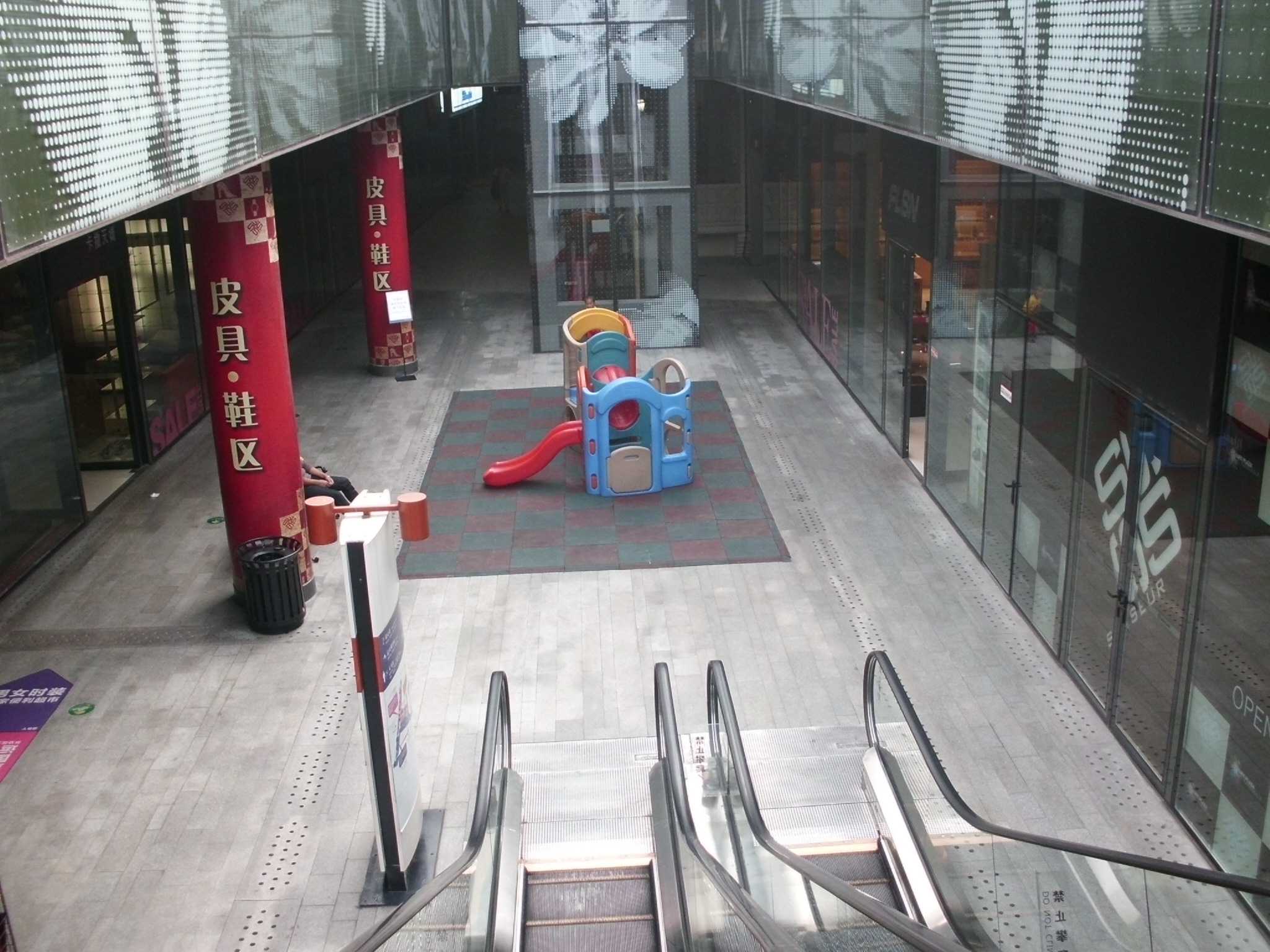
一个入口

广场是砂之船集团继重庆西部奥特莱斯购物广场之后打造又一作品，集购物、餐饮、休闲、娱乐、旅游功能于一体，主要商家包括国际名品服饰区与童装区，以及杭州泽艺影城等。广场引用银河系的概念，设有天鹅街、人马街、猎户街和英仙街共计四个主题街区。

## 图片
- 长梯